# Christensonella cogniauxiana
Christensonella cogniauxiana är en orkidéart som först beskrevs av Frederico Carlos Hoehne, och fick sitt nu gällande namn av Szlach., Mytnik, Górniak och Smiszek. Christensonella cogniauxiana ingår i släktet Christensonella och familjen orkidéer. Inga underarter finns listade i Catalogue of Life.